# SV Yeşilyurt Berlin
Der SV Yeşilyurt Berlin war ein Fußballverein aus dem Berliner Stadtteil Moabit. Er wurde 1973 gegründet und spielte ab 2003 bis zu seiner Auflösung in der NOFV-Oberliga Nord. Aufgrund finanzieller Schwierigkeiten wurde der Verein im November 2007 aufgelöst und der SK Yeşilyurt 07 als inoffizieller Nachfolgeverein gegründet.

## Geschichte

### Gründung und Aufstieg des SV Yeşilyurt
Der Verein wurde im Januar 1973 von fußballbegeisterten türkischen Einwanderern aus Berlin-Wedding gegründet. Der Name Yeşilyurt (ausgesprochen Jeschiljurt) wurde aufgrund heimatlicher Verbundenheit gewählt und bedeutet „Die Grüne Heimat“. Er bezieht sich auf gleichnamige Stadtteile in den türkischen Städten Istanbul (im Stadtbezirk Bakırköy) und İzmir, aus denen die Gründungsmitglieder des Vereins hauptsächlich stammten.
Zunächst nahm Yesilyurt am organisierten Freizeitfußball teil. 1982 erfolgte die Anmeldung beim Berliner Fußball-Verband. Nach mehreren Jahren in den Berliner Kreis-, Bezirks- und Landesligen gelang mit der Familie Ilkyaz an der Spitze des Vereines der sportliche Aufstieg. Zeki Ilkyaz als Präsident, Gökmen Ilkyaz als sportlicher Leiter und Metin Ilkyaz als wirtschaftlicher Leiter des Vereines waren die maßgeblichen Architekten des Erfolges. Nachdem man bereits zwischen 1994 und 1996 zwei Saisons in der Landesliga gespielt hatte, gelang 1999 erneut der Aufstieg in diese Klasse. Nur zwei Jahre später schaffte der Klub den Sprung in die damals fünftklassige Verbandsliga. Außerdem gewann Yeşilyurt in der gleichen Saison überraschend gegen die favorisierte Mannschaft des zwei Klassen höher spielenden Oberligisten Türkiyemspor Berlin das Finale des Berliner Landespokals und qualifizierte sich dadurch für den DFB-Pokal (wo man in der Folgesaison allerdings am Bundesligisten SC Freiburg scheiterte). Im Jahr 2001 gewann der Klub außerdem noch den Atatürk-Pokal, ein prestigeträchtiges Kleinfeldturnier der türkischen Mannschaften aus Deutschland, sowie den Bezirksbürgermeisterpokal und den Erika-Hess-Pokal.
Yeşilyurts Aufstieg ging in schnellem Tempo weiter. Bereits 2003 schaffte man als Berliner Meister den Aufstieg in die Oberliga Nordost. In der Oberliga konnte sich das Team in der Folgezeit etablieren. 2004 konnte noch einmal das Finale im Berliner Pokal erreicht werden, welches man aber gegen die zweite Mannschaft von Hertha BSC verlor.

### Auflösung und Neugründung als SK Yeşilyurt

Logo des Nachfolgevereins

Im November 2007 stellte sich heraus, dass der Verein stark verschuldet war (u. a. beim Finanzamt und der Krankenkasse), woraufhin die Vorstandsmitglieder des SV Yeşilyurt zunächst eine Fusion mit dem Stadtteilrivalen BAK 07 anstrebten. Diese ließ sich jedoch nicht realisieren, da der BAK selbst finanzielle Probleme hatte. Daraufhin ließen sich der Yeşilyurt-Vorstand in den Vorstand des BAK wählen und meldete gleichzeitig alle Mannschaften des SV Yeşilyurt vom Spielbetrieb ab. Das Ziel dabei war es, dass auch die Mannschaften des ehemaligen Vereins zum BAK wechselten. Stattdessen aber gründeten die ehemaligen Mitglieder des Klubs einen neuen Verein namens SK Yeşilyurt 07 und traten mit diesem in der Saison 2008/2009 in der untersten Berliner Spielklasse – der Kreisliga C – neu an. Dieser Verein fusionierte im Juni 2010 mit dem Verein BSC Türk Genclik 2001 zum SK Türkyurt 2001. Der SK Türkyurt startete in der Saison 2010/2011 in der Kreisliga C und hat zur Saison 2016/17 bereits die siebtklassige Landesliga, Abteilung 1 erreicht. In dieser Spielklasse kickte der Verein nach der Fusion mit dem 1. FC Galatasaray Spandau 89 zum Türkspor Futbol Kulübü e. V., der nicht mit Türkspor 1965 bzw. ab 2017 mit dessen Nachfolger Türkspor 04 zu verwechseln war, auch in der Saison 2017/18. Türkspor FK wurde 2022 in Spandauer SV umbenannt.

## Namenshistorie
| Jahr | Name                   | Besonderheit                            |
| ---- | ---------------------- | --------------------------------------- |
| 1973 | SV Yeşilyurt Berlin    | Gründung                                |
| 2007 | SV Yeşilyurt Berlin    | Insolvenz, Auflösung                    |
| 2007 | SK Yeşilyurt 07        | Neugründung                             |
| 2010 | SK Türkyurt 2001       | Fusion mit BSC Türk Genclik 2001        |
| 2017 | Türkspor Futbol Kulübü | Fusion mit 1. FC Galatasaray Spandau 89 |
| 2022 | Spandauer SV           | Umbenennung                             |

## Erfolge
- Berliner Meister: 2003
- Berliner Pokalsieger: 2001